# Бруклин (район Сан-Паулу)
Бруклин (порт. Brooklin) — район бразильского города Сан-Паулу, расположенный на границе округов Итайм-Биби и Санту-Амару, на юге города. Это один из самых богатых, самых безопасных и самых оживленных районов в городе.
Район наиболее известен благодаря новому Деловому центру, одному из главных, рядом с Авенидой Паулиста, Ребоусасом и историческим центром города, сконцентрированным вокруг проспекта Беррини и шоссе Маржинал-Пиньэйрус (проспекта Соединенных Наций). В этом районе лучше всего представлен сектор услуг, здесь существует много импозантных зданий различных стилей, от небольших до небоскрёбов.

## Галерея

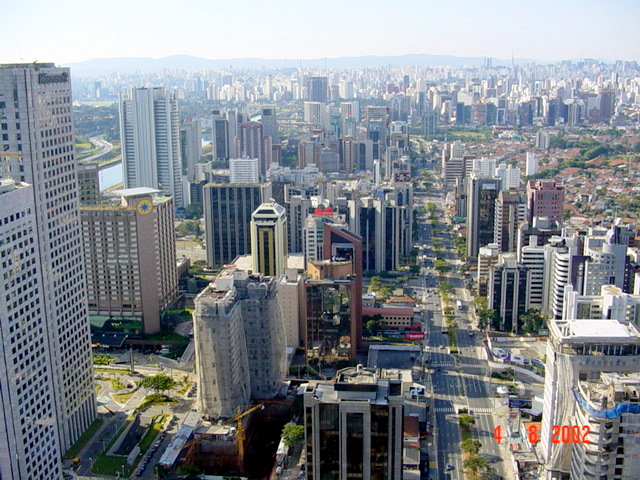
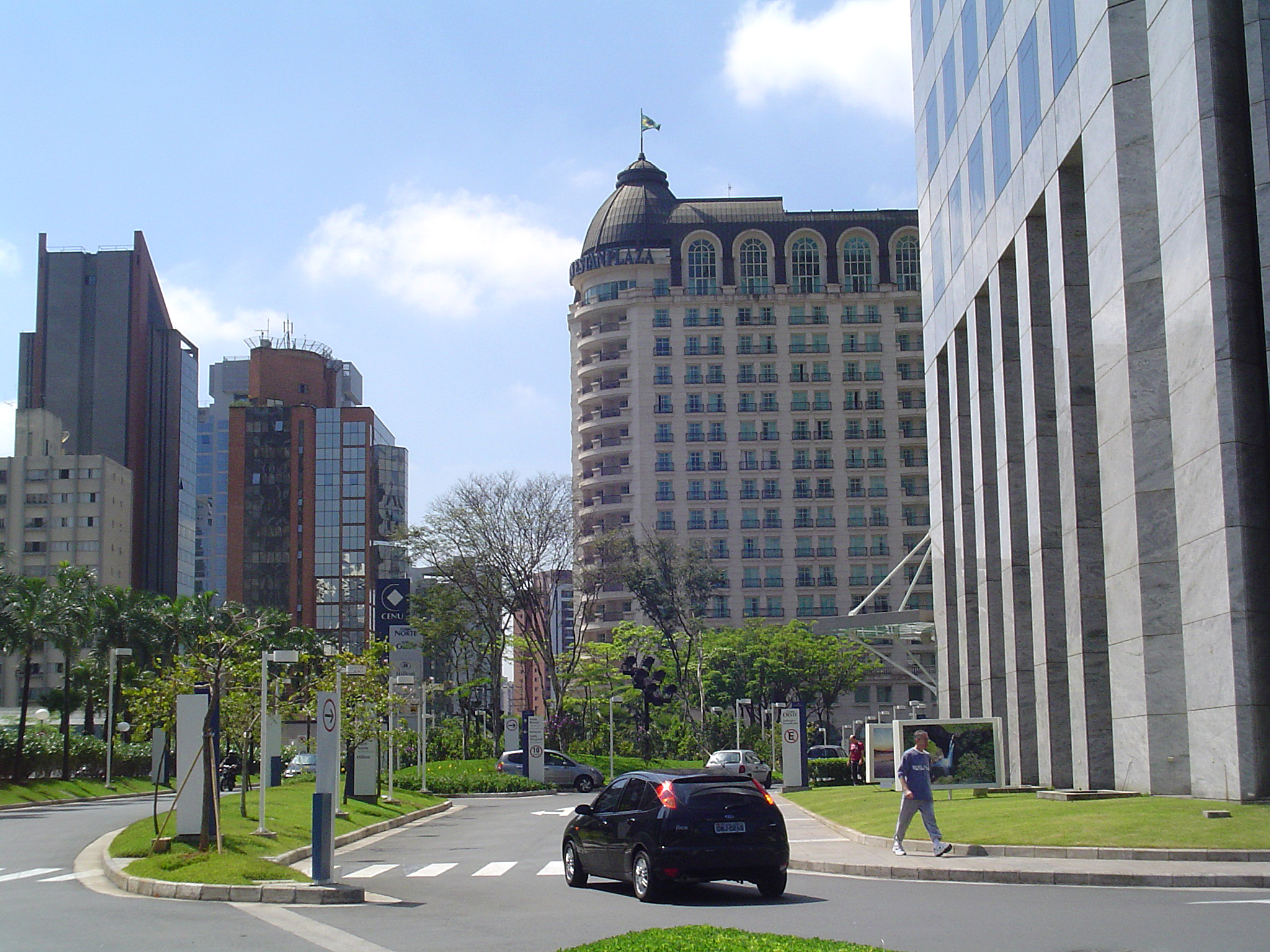
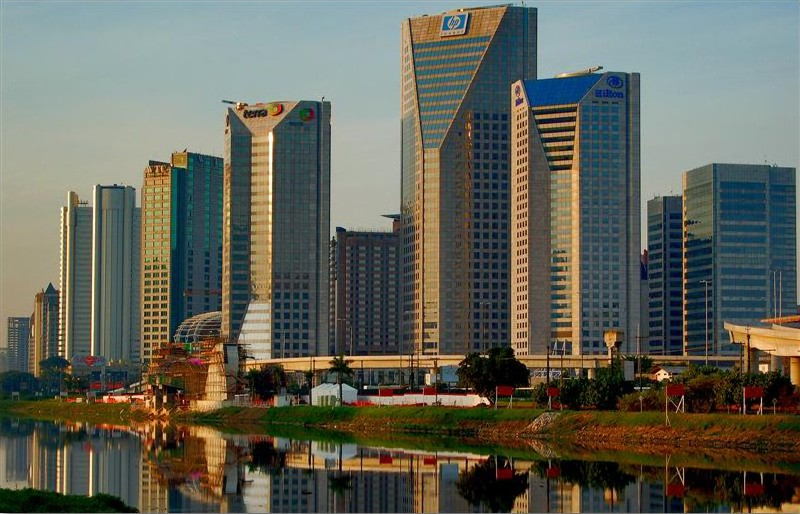